# Färöische Fußballmeisterschaft 1954
Die Färöische Fußballmeisterschaft 1954 wurde in der Meistaradeildin genannten ersten färöischen Liga ausgetragen und war insgesamt die zwölfte Saison.
Meister wurde Titelverteidiger KÍ Klaksvík, die den Titel somit zum dritten Mal in Folge sowie zum fünften Mal insgesamt erringen konnten.
Im Vergleich zur Vorsaison verbesserte sich die Torquote auf 3,27 pro Spiel, was den höchsten Schnitt seit 1950 bedeutete. Die höchsten Siege erzielte HB Tórshavn in den Spielen gegen TB Tvøroyri, welche jeweils mit 4:0 gewonnen wurden. Das torreichste Spiel absolvierten B36 Tórshavn und KÍ Klaksvík mit einem 2:4.

## Modus
In der Meistaradeildin spielte jede Mannschaft an sechs Spieltagen jeweils zweimal gegen jede andere. Die punktbeste Mannschaft zu Saisonende stand als Meister dieser Liga fest, eine Abstiegsregelung gab es nicht.

## Saisonverlauf
Nur mit einem einzigen Unentschieden, dem 1:1 im Auswärtsspiel gegen TB Tvøroyri, und keiner einzigen Niederlage holte sich KÍ Klaksvík souverän den Titel. Der einzige Konkurrent HB Tórshavn verlor mit 0:2 und 1:2 gegen KÍ.

## Abschlusstabelle
| Pl. | Verein          | Sp. | S | U | N | Tore    | Quote | Punkte |
| --- | --------------- | --- | - | - | - | ------- | ----- | ------ |
| 1.  | KÍ Klaksvík (M) | 6   | 5 | 1 | 0 | 016:700 | 2,29  | 11:10  |
| 2.  | HB Tórshavn     | 6   | 3 | 1 | 2 | 013:600 | 2,17  | 07:50  |
| 3.  | B36 Tórshavn    | 6   | 1 | 1 | 4 | 008:130 | 0,62  | 03:90  |
| 4.  | TB Tvøroyri     | 6   | 1 | 1 | 4 | 005:160 | 0,31  | 03:90  |

| (M) | Meister des Vorjahrs |

## Spiele und Ergebnisse
|              | B36 | HB  | KÍ  | TB     |
| ------------ | --- | --- | --- | ------ |
| B36 Tórshavn |     | 1:1 | 2:4 | 3:0    |
| HB Tórshavn  | 3:1 |     | 0:2 | 4:0    |
| KÍ Klaksvík  | 3:1 | 2:1 |     | 0-:- 1 |
| TB Tvøroyri  | 2:0 | 0:4 | 1:1 |        |

## Spielstätten
| Mannschaft   | Stadion        | Spielort |
| ------------ | -------------- | -------- |
| B36 Tórshavn | Gundadalur     | Tórshavn |
| HB Tórshavn  | Gundadalur     | Tórshavn |
| KÍ Klaksvík  | Við Djúpumýrar | Klaksvík |
| TB Tvøroyri  | Sevmýri        | Tvøroyri |